# Trilocularena
Trilocularena es un género de foraminífero bentónico de la familia Trilocularenidae, de la superfamilia Rzehakinoidea, del suborden Schlumbergerinina y del orden Schlumbergerinida. Su especie tipo es Miliamina circularis. Su rango cronoestratigráfico abarca el Holoceno.

## Discusión
Clasificaciones previas incluían Trilocularena en el suborden Textulariina del orden Textulariida o en el orden Lituolida. También han sido incluidos en suborden Rzehakinina y en el orden Lituolida, aunque estos taxones han sido considerados sinónimos posteriores de Schlumbergerinina y Schlumbergerinida respectivamente.

## Clasificación
Trilocularena incluye a las siguientes especies:
- Trilocularena circularis
- Trilocularena patensis
- Trilocularena reinemundi
  - Trilocularena reinemundi paktiai
- Trilocularena tappanae